# The Essential Britney Spears
The Essential Britney Spears è la quinta raccolta di canzoni della cantante statunitense Britney Spears. L'album è stato pubblicato nell'agosto 2013 negli Stati Uniti e nelle Filippine; contiene quasi tutti i singoli usciti in America e anche due non singoli. Questa raccolta è stata poi pubblicata nel mercato internazionale un anno dopo con la grafica della copertina leggermente modificata, ma sempre con la stessa tracklist.

## Tracce
CD 1
1. ...Baby One More Time – 3:31 (Max Martin)
2. Sometimes (Radio Edit) – 3:56 (Jorgen Elofsson)
3. (You Drive Me) Crazy (The Stop Remix!) – 3:17 (Jorgen Elofsson)
4. From the Bottom of My Broken Heart (Radio Edit) – 4:34 (Eric Foster White)
5. Oops!... I Did It Again – 3:31 (Max Martin, Rami)
6. Lucky – 3:25 (Max Martin, Rami, Alexander Kronlund)
7. Stronger – 3:24 (Max Martin, Rami)
8. I'm a Slave 4 U – 3:24 (Pharrell Williams, Chad Hugo)
9. I'm Not a Girl, Not Yet a Woman – 3:51 (Max Martin, Dido, Rami)
10. Overprotected (The Darkchild Remix) – 3:20 (Max Martin, Rami)
11. Boys (The Co-Ed Remix) – 3:46 (Pharrell Williams, Chad Hugo)
12. Me Against the Music (Video Mix feat. Madonna) – 3:45 (Britney Spears, Madonna, Christopher Stewart, Thabiso "Tab" Nikhereanye, Penelope Magnet, Terius Nash, Gary O'Brien)
13. Toxic – 3:19 (Cathy Dennis, Christian Karlsson, Pontus Winnberg, Henrik Jonback)
14. Everytime – 3:50 (Britney Spears, Annette Artani)
15. Outrageous – 3:21 (R. Kelly)

CD 2
1. My Prerogative – 3:33 (Bobby Brown)
2. Do Somethin' – 3:23 (Christian Karlsson, Pontus Winnberg, Henrik Jonback, Angela Hunte)
3. Gimme More – 4:11 (Nate Hills, James Washington, Keri Hilson, Marcella Araica)
4. Piece of Me – 3:32 (Christian Karlsson, Pontus Winnberg, Klas Åhlund)
5. Radar – 3:49 (Christian Karlsson, Pontus Winnberg, Henrik Jonback, Balewa Muhammad, Candice Nelson, Ezekiel "Zeke" Lewis, Patrick Smith)
6. Break the Ice – 3:15 (Christian Karlsson, Pontus Winnberg, Henrik Jonback, Balewa Muhammad, Candice Nelson, Ezekiel "Zeke" Lewis, Patrick Smith)
7. Hot as Ice – 3:17 (T-Pain, Nate Hills, Marcella Araica)
8. Womanizer – 3:44 (Nikesha Briscoe, Rafael Akinyemi)
9. Circus – 3:11 (Lukasz Gottwald, Claude Kelly, Benjamin Levin)
10. If U Seek Amy – 3:36 (Max Martin, Shellback, Sevan Kotecha, Alexander Kronlund)
11. Out from Under – 3:54 (Shelly Peiken, Arnthor Birgisson, Wayne Hector)
12. 3 – 3:33 (Max Martin, Shellback, Tiffany Amber)
13. Hold It Against Me – 3:49 (Lukasz Gottwald, Max Martin, Mathieu Jomphe, Bonnie McKee)
14. Till the World Ends – 3:58 (Alexander Kronlund, Kesha Sebert, Lukasz Gottwald, Max Martin)
15. I Wanna Go – 3:30 (Shellback, Max Martin, Savan Kotecha)
16. Criminal – 3:45 (Shellback, Max Martin, Tiffany Amber)
17. Scream & Shout (Radio Edit, will.i.am feat. Britney Spears) – 4:13 (William Adams, Jef Martens, Jean Baptiste, Tulisa Contostavlos)

## Classifiche
| Classifica (2021) | Posizione massima |
| ----------------- | ----------------- |
| Grecia            | 34                |